# Güzelyurt

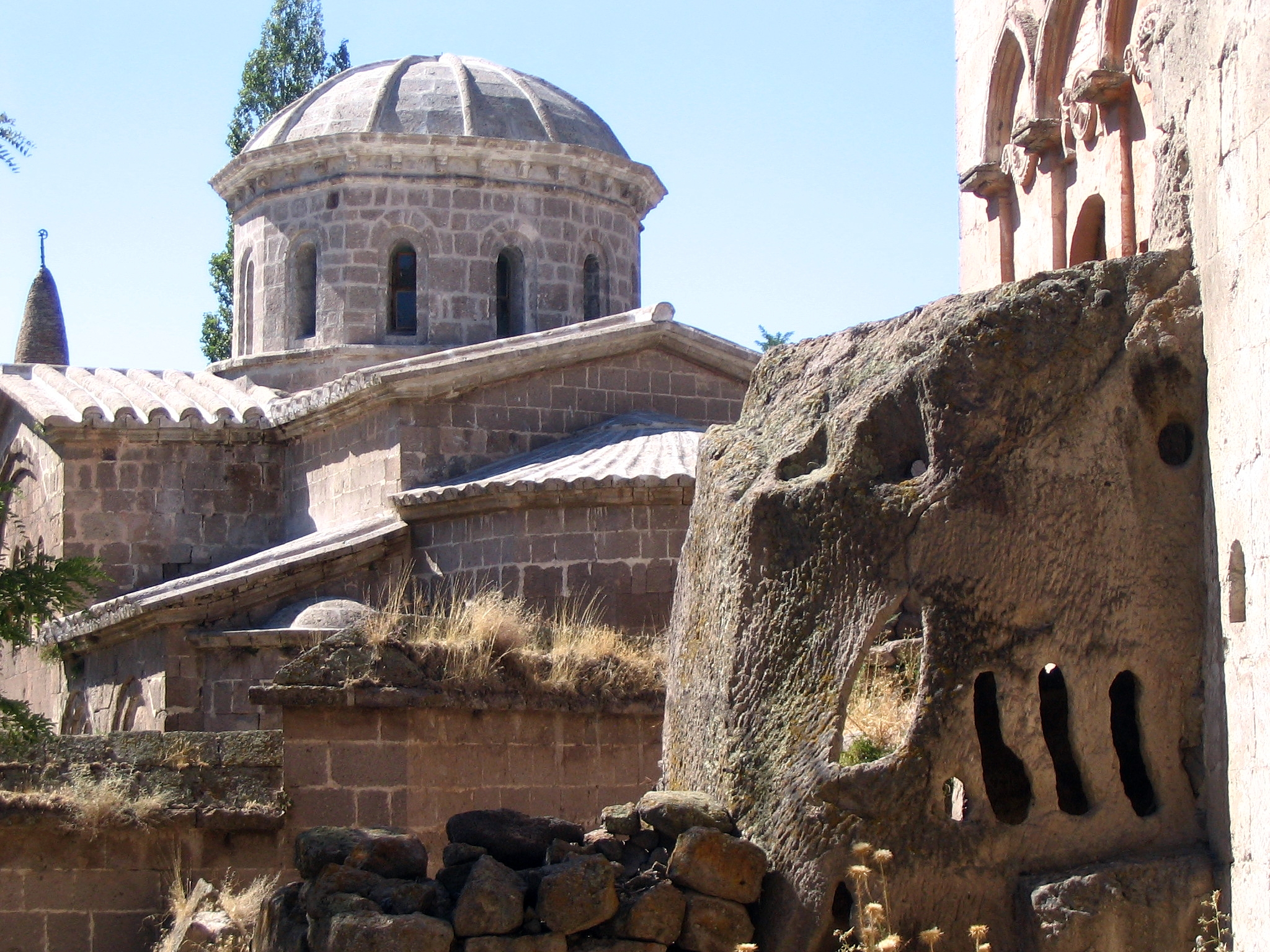
Igreja bizantina de Gregório de Nazianzo, atualmente uma mesquita

Güzelyurt ("casa bonita" em turco), a antiga Gelveri, Karbala ou Karvalli, é uma vila e distrito (em turco:ilçeler) da região histórica e turística da Capadócia, pertencente à província de Acsarai e à região da Anatólia Central da Turquia. Em 2009 a sua população era de 13 830 habitantes, dos quais 2 783 moravam na cidade. A cidade situa-se a cerca de 32 km em linha reta (38 km por estrada) a sudeste de Acsarai e 50 km em linha reta (70 km por estrada) a sudoeste de Nevşehir.
É usualmente referida como uma zona de grande beleza natural e com grande importância histórica, fazendo parte dos locais mais relevantes da Capadócia, embora receba muito menos turistas que as áreas mais a leste, perto Nevşehir. O local mais visitado do distrito é o Vale de Ihlara situado a alguns km a leste da vila.

## História
Na colina de Analipsis, junto à igreja do mesmo nome, foram descobertos vestígios do Calcolítico, nomeadamente artefatos feitos de obsidiana e cerâmica. No mesmo local existiu uma fortaleza hitita.
Em Sivrihisar há vestígios de ocupação hitita que remonta a 2 000 a.C. No século VI a.C. Güzelyurt fez parte do Império Parta e em 332 a.C. foi conquistada por Alexandre Magno.
Güzelyurt é um dos locais históricos importantes da Capadócia. Como o resto da região, teve um papel importante na história do Cristianismo. Gregório de Nazianzo, um dos Padres da Igreja e fundador do culto cristão ortodoxo, que nasceu no que é hoje a aldeia próxima de Bekarlar (antiga Nazianzo), viveu e morreu onde é hoje Güzelyurt, que então se situava numa propriedade da família do santo chamada Arianzo.
A área teve uma comunidade grega importante até 1924, quando o se deu a troca de populações entre a Grécia e a Turquia acordada no final da guerra de independência turca. Os gregos foram entretanto substituídos por populações turcas provenientes de Salónica e de Cavala, na Grécia.

## Lugares turísticos
O distrito tem mais de 50 igrejas bizantinas escavadas na rocha e quatro cidades subterrâneas abertas ao público, uma delas acessível pela praça principal da vila, onde funciona uma discoteca. Os locais que atraem mais visitantes são:
- Vale de Ihlara, onde se encontram a maior parte das igrejas e mosteiros do distrito.

- Chaminés de fadas de Peri Bacaları, perto de Selime.

- Casas gregas antigas — Os gregos de Güzelyurt eram pedreiros afamados e há belos exemplos da sua mestria na região.[5] Após a troca de populações de 1924, muitas casas ficaram abandonadas, pois o número de turcos provenientes da Grécia foi muito inferior ao de gregos que partiram para a Grécia. Este facto contribuiu para que a arquitetura tradicional ficasse preservada, o que atualmente é também assegurado pelos regulamentos de construção, que não permitem as descaracterização das casas antigas.[9]

- Túmulo do sultão Selime, na aldeia do mesmo nome.

- "Casa do Linho" (Bezirhane), em Belisırma.

- Fontes termais de Ziga (Ziga kaplıcaları), em Yaprakhisar, muito próximo do Vale de Ihlara.

- Mosteiros:
  - Vale dos Mosteiros (em turco: Manastır Vadisi), situado a sul da vila.
  - Mosteiro troglodita de Selime, um dos maiores edifícios religiosos de toda a Capadócia.

- Igrejas:
  - Koç
  - Ahmatlı
  - Catedral de Selime.
  - Santo Anargiros (Sivişli Kilise).
  - Analipsis (Yüksek Kilise; "igreja alta") — no cimo da colina rochosa de Analipsis, data do século XIX.[10]
  - Igreja vermelha (Kızıl Kilise; "igreja vermelha") — uma igreja do século V ou VI perto da aldeia de Sivrihisar, uma das únicas igrejas antigas em alvenaria em toda a Capadócia.[10] Segundo a tradição, Gregório de Nazianzo teria passado a última parte da sua vida numa quinta das proximidades.[5]
  - São Gregório (Kilise Cami; "igreja mesquita") — construída originalmente em 385 por Teodósio I para Gregório de Nazianzo, a maior parte do edifício atual data de 1896.[9] Foi igreja durante mais de 1500 anos e foi transformada em mesquita após saída dos cristãos aquando da troca de populações entre a Grécia e a Turquia, na década de 1920.[5]
  - Santo Espiridião (Kızıl Kilise; "igreja vermelha") — nas imediações de Güzelyurt.